# Азатот

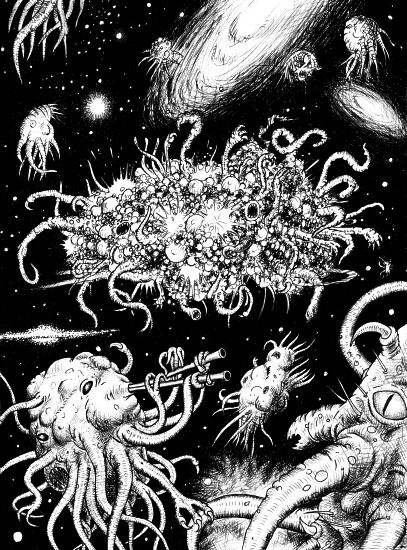
Малюнок Домініка Синьйорі

Азато́т (лат. Azathoth; грец. Αζαθώθ; івр. אזאתות) — в творах Говарда Лавкрафта та інших авторів — верховний бог пантеону міфів Ктулху. Серед його епітетів присутні такі як «сліпий божевільний бог», «султан демонів, що вічно жує» і «ядерний хаос». У творах Лавкрафта Азатот вперше згадується в романі «Сновидні пошуки незвіданого Кадата» (1927).
|  | …те останнє безформне жахіття в осередді хаосу, яке богомерзенно клубочиться і вирує в самому центрі нескінченності — безмежний Азатот дияволів султан, ім'я якого не наважаться вимовити нічиї роти, хто жадібно жує в незбагненних, злісних покоях поза часом під глухий моторошний барабанний дріб, що зводить з розуму, і тихі монотонні схлипи проклятих флейт, під чий мерзенний гуркіт і протяжне дудіння повільно, незграбно і чудернацьки танцюють гігантські Абсолютні боги, безокі, безмовні, похмурі, божевільні Інші боги, дух і посланник яких — повзучий хаос Н'ярлатотеп.Оригінальний текст (англ.) [O]utside the ordered universe [is] that amorphous blight of nethermost confusion which blasphemes and bubbles at the center of all infinity—the boundless daemon sultan Azathoth, whose name no lips dare speak aloud, and who gnaws hungrily in inconceivable, unlighted chambers beyond time and space amidst the muffled, maddening beating of vile drums and the thin monotonous whine of accursed flutes. |

## Місце в пантеоні Міфів Ктулху
Азатоту приписується місце верховного бога Міфів Ктулху, який повеліває Великими Древніми. Епітет «ядерний», даний Лавкрафтом, підкреслює центральну роль Азатота. Сам він перебуває в нескінченності, оточений сонмом позбавлених розуму молодших богів. Азатот є творцем всього сущого, однак його суть — це хаос постійного створення і руйнування. З цієї причини він байдужий до всесвіту і не є ні добром, ні злом.

## Азатот в літературі
Першим відомим записом Лавкрафта, в якому йде мова про Азатота, є зроблена ним у 1919 році для самого себе нотатка такого змісту: «Азатот — страшне ім'я» (англ. AZATHOTH — hideous name). Письменник та редактор міфів Роберт Прайс доводить, що Лавкрафт міг скомпонувати біблійські назви Анатот (лат. Anathoth, рідне місто Єремії) та Азазель (англ. Azazel, демон, якому приносився в жертву офірний цап, — згадується Лавкрафтом в «Данвінічському жаху»). Як істота, Азатот вперше з'являється в «Сомнамбулічному пошуку Незвіданого Кадату».